# Santa Tereza
Santa Tereza é um município brasileiro do estado do Rio Grande do Sul, fundado em 20 de março de 1992. O nome do município foi escolhido pelo engenheiro-chefe da comissão de colonização, Joaquim Rodrigues Antunes, em homenagem a sua esposa Tereza. A colonização do município começou em 1885, por imigrantes italianos e poloneses que se instalaram as margens do Rio Taquari, na Linha José Júlio. Na época, o transporte era feito por balsas pelo Rio Taquari até a capital do estado, Porto Alegre. Sua arquitetura eclética mantém os elementos culturais trazidos do norte da Itália sendo frequentemente comparada à das aldeias dessa região. As pessoas nascidas no município são chamadas de santa-teresenses.
O município de Santa Tereza e está localizado a 134 km de distância de Porto Alegre, tem área territorial de 73,669 km², população de 1.722 (2021), densidade demográfica de 23,76 hab/km². O município faz divisa com Monte Belo do Sul, ao leste, Bento Gonçalves, aos sudeste, Coronel Pilar, ao sul, Roca Sales, ao sudoeste, Muçum, a oeste, São Valentim do Sul, ao noroeste e Cotiporã, ao norte. Em 2012, o Instituto do Patrimônio Histórico e Artístico Nacional (IPHAN) tombou o núcleo urbano de Santa Tereza, composto por 25 casas de madeira e de alvenaria construídas nos séculos XIX e XX, declarando a cidade como patrimônio histórico nacional.

## Cidades-irmãs
- San Biagio di Callalta, Treviso, Itália[12]